# Gargano
Pour les articles homonymes, voir Gargano (homonymie).
Le Gargano est une région naturelle située dans la province de Foggia (région des Pouilles) dans le sud de l'Italie. C'est un important promontoire de la péninsule italienne qui s'avance dans la mer Adriatique, lui valant le surnom d'« éperon » ou d'« ergot » de l'Italie.

## Situation géographique
Le Gargano est un massif montagneux surnommé « l'éperon de l'Italie (en italien : lo sperone d'Italia) », qui déborde de 70 km dans la mer Adriatique, et délimite le golfe de Manfredonia. Vers l'est, il s'étend jusqu'à un cap nommé Testa del Gargano (« Tête du Gargan »), tandis qu'à l'ouest il se rattache au massif du Tavoliere delle Puglie, couvrant une superficie globale de près de 2 000 km2. Cette région comprend le parc national du Gargano.
Le Gargano, seule montagne entièrement située dans la région des Pouilles, était à l'origine une île, rattachée par la suite à la péninsule italienne par l'accumulation progressive de dépôts alluvionnaires apportés surtout par le torrent Candelaro.
La bande littorale septentrionale, basse et sableuse, accueille les lagunes de Varano et de Lesina, contigues.

## Géologie
Le massif, constitué essentiellement de roches calcaires, culmine à 1 055 m d'altitude au Monte Calvo (it) (le « mont chauve », aux pentes pierreuses et dénudées). Sa morphologie est karstique, dont les aspects les plus intéressants sont les nombreuses grottes, fréquentées depuis la Préhistoire. Les formations calcaires sont riches en plaques et nodules de silex.

## Galerie

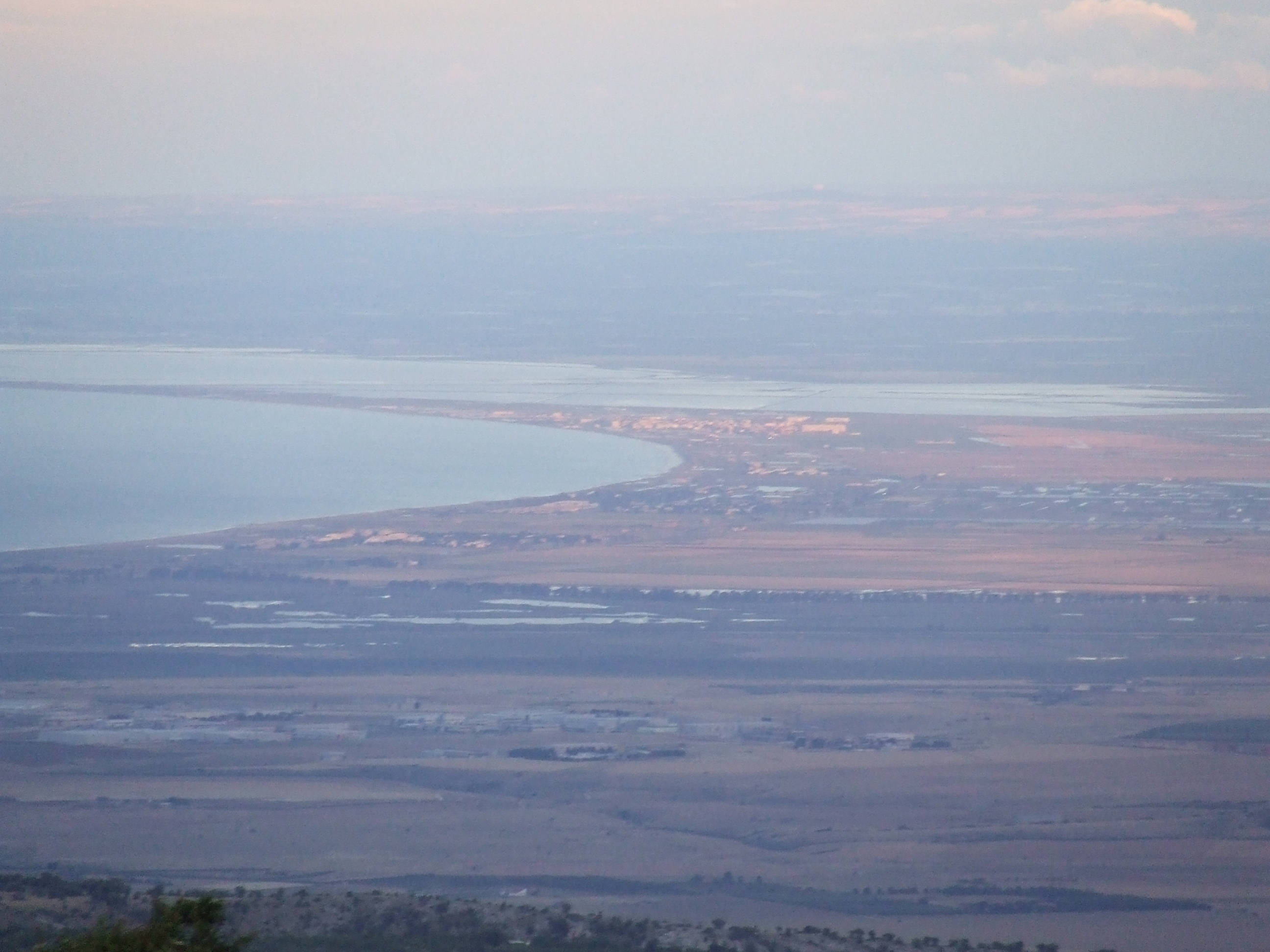
Vue depuis Monte Castellana. On voit la zone humide du lac Salso et les marais salants de Margherita di Savoia
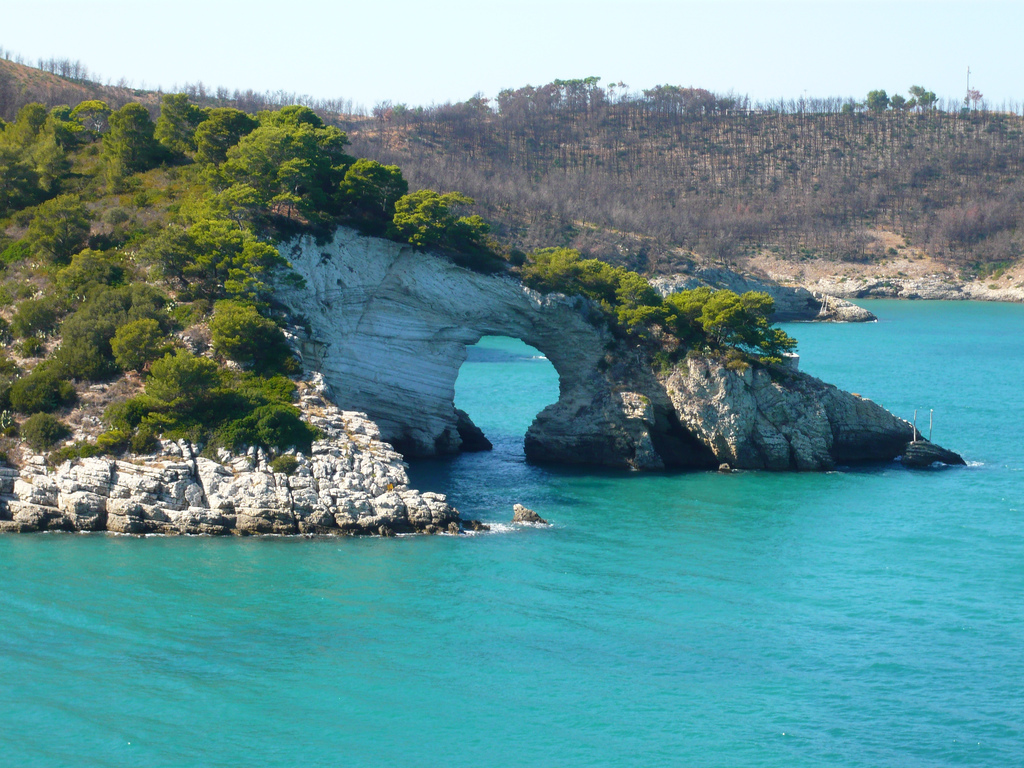
L'Architiello, fruit de l'érosion marine
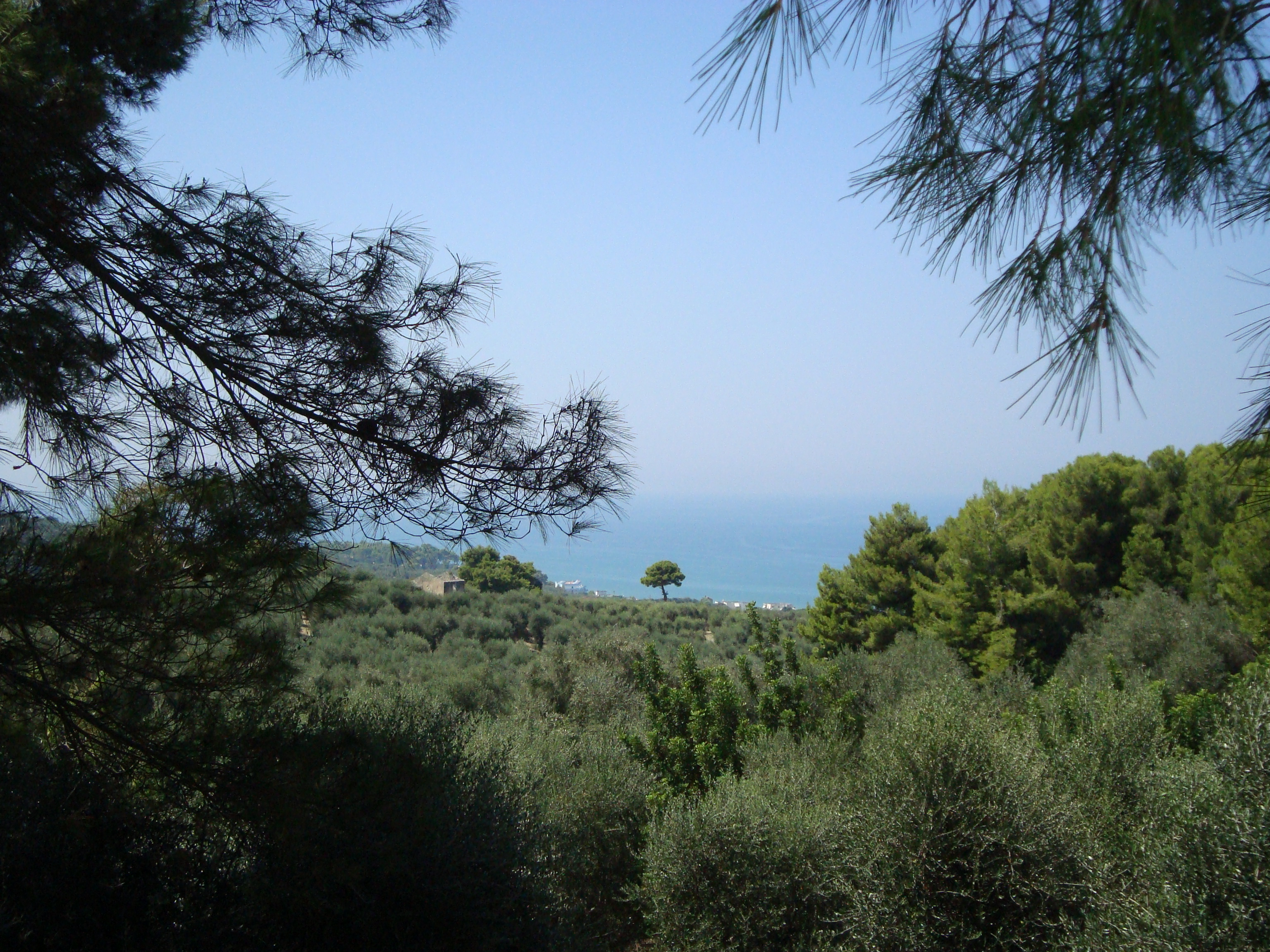
Le massif de la Foresta Umbra recouvre une grande partie du promontoire, jusqu'à la mer
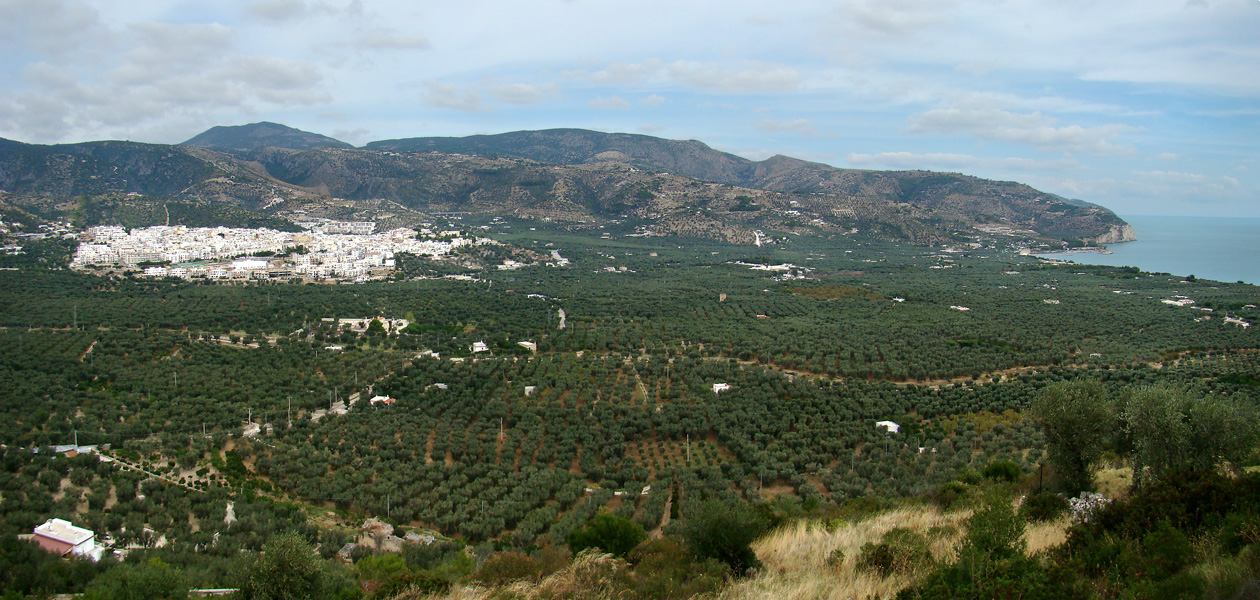
La côte autour de Mattinata
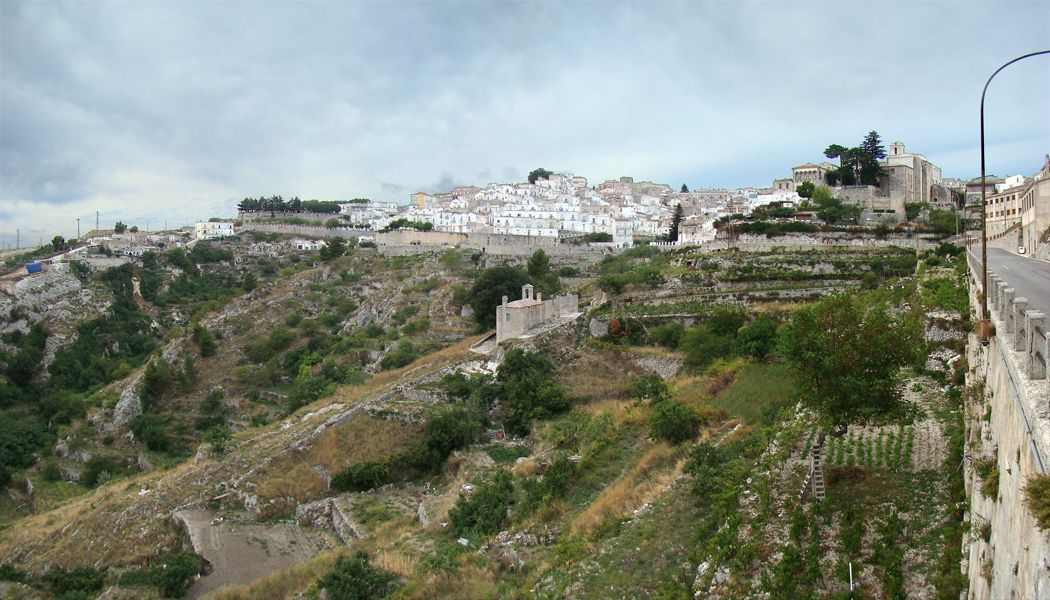
Monte Sant'Angelo sur les pentes du promontoire Gargano
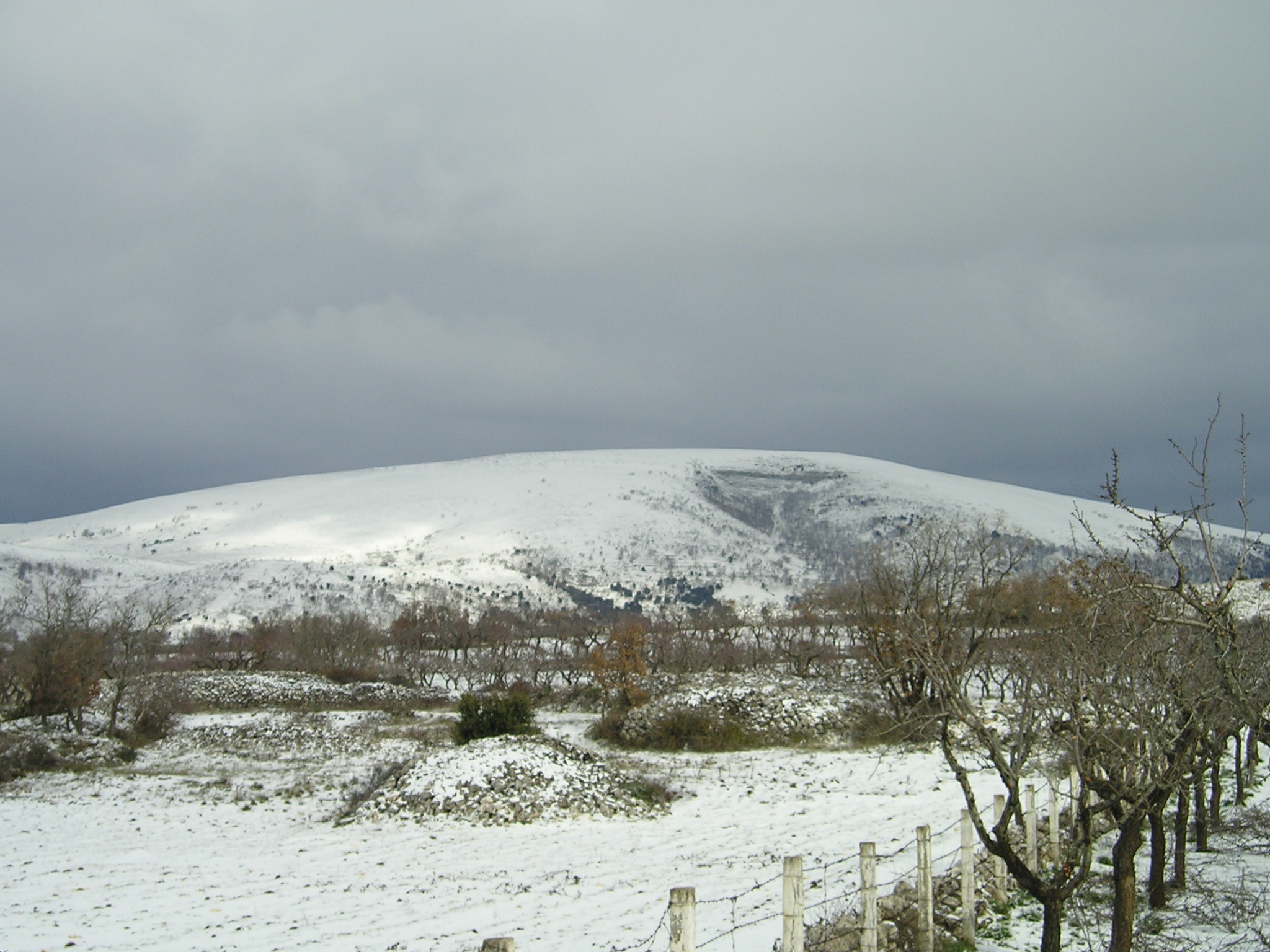
Monte Calvo (it) en hiver. La cime, à 1 056 m, est le point culminant du Gargano
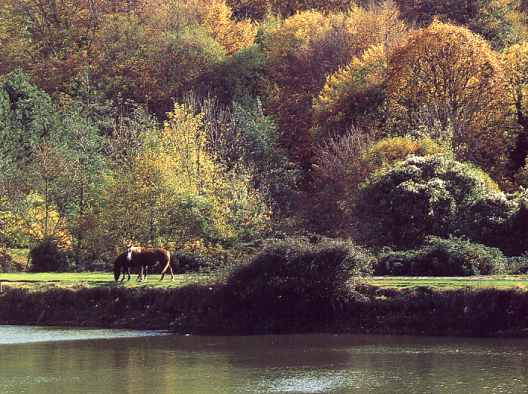
Forêt en automne
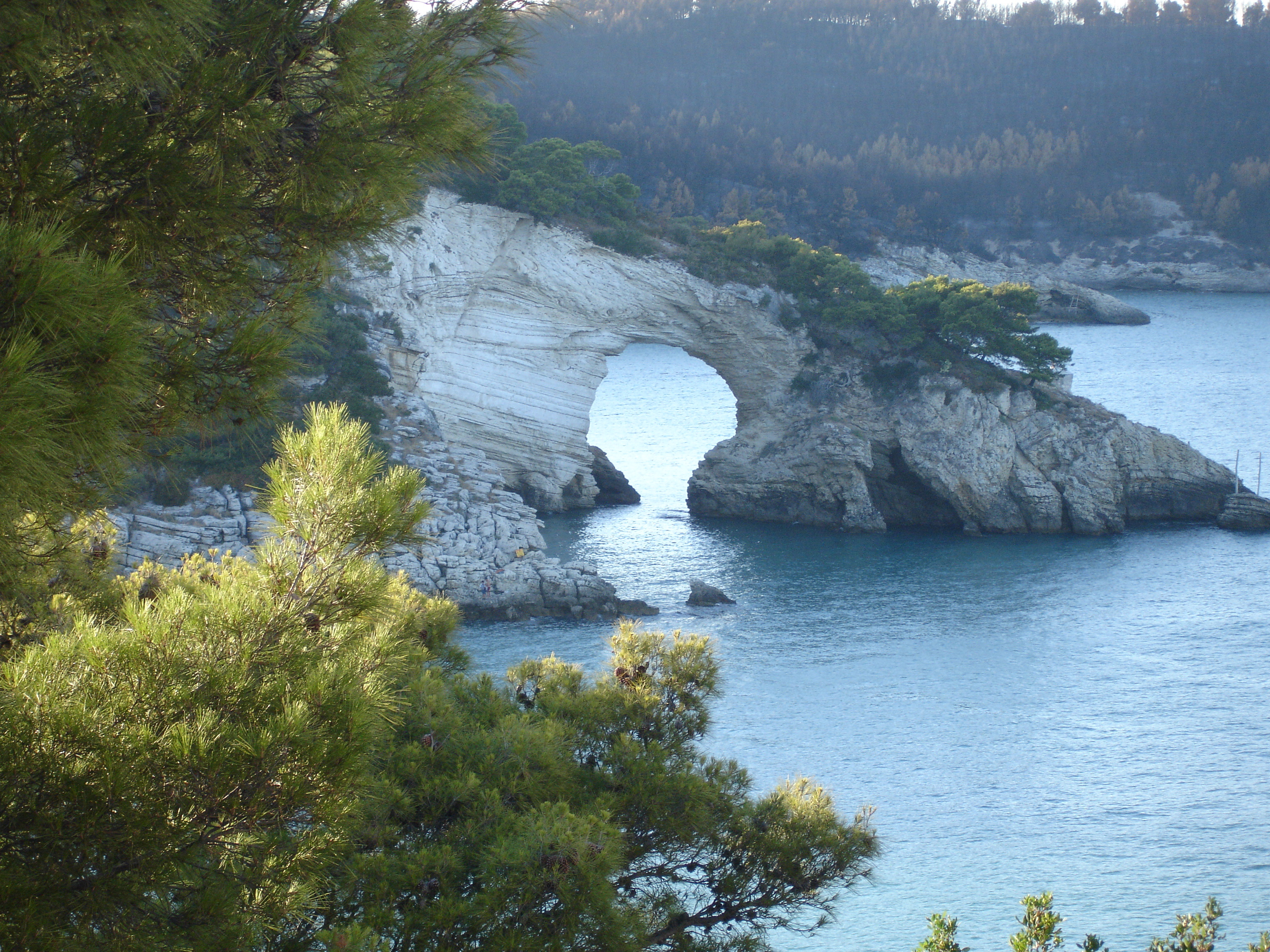
Paysage du Gargano

## Histoire

### Préhistoire
Le patrimoine archéologique et historique du Gargano est particulièrement riche. La plus ancienne fréquentation humaine date du Paléolithique, comme en témoigne la grotte Paglicci. La fréquentation du promontoire au Mésolithique n'est pour l'instant quasiment pas documentée. Dès le début du Néolithique, à l'aube du 6e millénaire, les preuves de présence humaine dans la région deviennent abondantes. Elles sont visibles par exemple dans les mines de silex identifiées dans la région de Peschici, de Vieste et aussi de Mattinata. L'occupation du Gargano aux époques successives est bien documentée, des sépultures de l'âge du fer ont été identifiées.

### Antiquité
À partir du VIIIe siècle av. J.-C., le Gargano est occupé par les Dauniens et les Peucétiens, peuples iapyges d’origine illyrienne probablement venus par la mer Adriatique (peuples des Balkans).
De la période de colonisation grecque, quelques monnaies ont subsisté qui montrent les échanges des autochtones avec les cités de la Grande Grèce situées en Apulie au sud-est du Gargano, notamment Tauroenton et Brundision.
À l’époque romaine, alors que la région devient la première productrice de blé et d’olives de Rome, le Gargano est surtout un pâturage à chèvres. Du IVe au  XIe siècle la montagne est disputée entre les Ostrogoths et les Romains d'Orient, puis entre ces derniers et les Lombards (autre peuple germanique).

### Moyen Âge
De cette époque restent les ruines de quelques chapelles de style byzantin, mais le lieu de culte le plus connu de la montagne est le sanctuaire de Monte Gargano, fondé par le pape Gélase I à la fin du Ve siècle et où repose le roi lombard Rothari (mort en 652). La légende locale attribue la fondation de ce sanctuaire à l'apparition de l'archange Michel à l'évêque de Sipontum près d'une grotte (décrite dans la « légende dorée » de Jacques de Voragine compilée entre 1260 et 1275). Malgré les pèlerinages au sanctuaire, le mont Gargano semble alors d'autant plus isolé (avec des localités en partie désertées et de nombreux abris coniques en pierre de bergers), que les plaines alentour tombent aux mains des Sarrasins de l'émirat de Bari fondé en 847.
Aux Sarrasins succèdent les Normands de Sicile et de Naples, menés par la famille d'Hauteville. Sous leur règne, le territoire est réorganisé administrativement et divisé en grandes régions appelées giustizierati, qui subsisteront jusqu'à la dissolution du royaume des Deux-Siciles en 1861 : le Gargano se trouve rattaché à la Capitanate de Foggia. Aux Normands succèdent les Angevins, les Aragonais, les Espagnols et les Bourbons qui, tous, parsèment la moitié orientale du Gargano de tours de guet pour signaler les éventuelles incursions des Ottomans, maîtres de l'autre rive de l'Adriatique depuis le XVe siècle.

### Temps modernes
Lorsque le Gargano est rattaché à l'Italie en 1861, le Gargano est l'une des régions les plus déshéritées du nouveau royaume, un pays d'émigration peuplé de bûcherons exploitant le liège, d'ermites n'ayant aucun mal à tenir leurs vœux de pauvreté, d'apiculteurs et de bergers illettrés.
Mais c'est aussi une région de grande ferveur religieuse : outre le sanctuaire plus que millénaire du mont, il convient de signaler ceux de Monte Sant'Angelo, de San Giovanni Rotondo et de San Marco in Lamis, plus récents mais tout aussi fréquentés, notamment grâce à la renommée du Padre Pio, au XXe siècle. Les murs de ces sanctuaires comportent de nombreux graffitis votifs laissés par les pèlerins, qui témoignent de leurs origines très diverses. On note même la présence de noms anglo-saxons, gravés au VIIIe siècle, et d'inscriptions runiques, les plus méridionales que l'on ait conservées, si l'on excepte le lion byzantin que le Vénitiens ont placé à la porte de leur arsenal.
Pendant la Seconde Guerre mondiale, les Allemands se retirèrent sur la ligne Gustave devant l'avance Alliée, de sorte que le Gargano fut libéré sans grandes batailles. Dans la seconde moitié du XXe siècle, de nombreuses routes du Gargano furent asphaltées et la plupart des localités furent rattachées au réseau électrique. Le parc national du Gargano fut mis en place en 1991.

## Population et traditions populaires
La partie la plus interne de la région, recouverte d'épaisses forêts, dont la réserve naturelle Foresta Umbra, est peu peuplée. Les habitants tendent à se regrouper dans les centres côtiers ou au pied des montagnes, tendance renforcée par le développement récent du tourisme balnéaire qui s'est ajouté aux activités traditionnelles, la pêche et surtout l'agriculture. Une route panoramique suit pratiquement tout le périmètre du Gargano, touchant la plupart des centres importants, comme San Nicandro Garganico, Carpino, Rodi Garganico, Peschici, Vieste, Mattinata et Manfredonia.
Le Gargano, ce n'est pas seulement la mer, mais aussi la culture et les traditions qui se concrétisent à l'occasion d'événements marquants tels que :
- le carnaval Dauno di Manfredonia, avec ses célèbres défilés de chars et de groupes folkloriques,
- en juillet, le festival cinématographique Vieste Film Fest,
- dans la première quinzaine d'août, le Carpino Folk Festival attire chaque année des milliers de touristes à la recherche de leurs propres racines,
- après le 15 août, Suoni in Cava à Apricena, le jazz dans les pittoresques grottes de pierre.

## Communes du Gargano
Apricena, Poggio Imperiale, Cagnano Varano, Carpino, Ischitella, Lesina, Manfredonia, Mattinata, Monte Sant'Angelo, Peschici, Rignano Garganico, Rodi Garganico, San Giovanni Rotondo, San Marco in Lamis, San Nicandro Garganico, Vico del Gargano et Vieste.